# Кореневий сертифікат

Роль кореневого сертифіката в Ланцюжок довіри.

У криптографії та комп'ютерній безпеці кореневий сертифікат — це сертифікат відкритого ключа, який ідентифікує кореневий центр сертифікації (ЦСК). Кореневі сертифікати є самопідписаними (і сертифікат може мати кілька шляхів довіри, скажімо, якщо сертифікат був виданий кореневим ЦСК із перехресним підписом) і утворюють основу інфраструктури відкритих ключів на основі X.509 (PKI). Або ідентифікатор ключа ЦСК співпадає з ідентифікатором ключа суб'єкта, або у деяких випадках відсутній ідентифікатор ключа ЦСК, тоді рядок видавця має збігатися з рядком суб'єкта (RFC 5280). Наприклад, PKI, що підтримують HTTPS для безпечного веб-перегляду та схем електронного підпису, залежать від набору кореневих сертифікатів.
Центр сертифікації може видавати кілька сертифікатів у формі дерева. Кореневий сертифікат — це найвищий сертифікат дерева, особистий ключ якого використовується для «підпису» інших сертифікатів. Усі сертифікати, підписані кореневим сертифікатом, у якому для поля «ЦСК» встановлено значення true, успадковують надійність кореневого сертифіката — підпис кореневим сертифікатом дещо аналогічний «нотаріальному» посвідченню особи у фізичному світі. Такий сертифікат називається проміжним сертифікатом або сертифікатом підпорядкованого ЦСК. Сертифікати нижче по дереву також залежать від надійності проміжних ЦСК.
Кореневий сертифікат зазвичай стає надійним за допомогою іншого механізму, відмінного від використання сертифікатів, наприклад завдяки безпечному фізичному розповсюдженню. Наприклад, деякі з найвідоміших кореневих сертифікатів поширюються в операційних системах їх виробниками. Корпорація Майкрософт розповсюджує кореневі сертифікати, що належать учасникам Програми кореневих сертифікатів Microsoft, на комп'ютери Windows і Windows Phone 8. Apple поширює кореневі сертифікати, що належать членам її власної програми кореневих сертифікатів.

## Випадки неправильного використання кореневого сертифіката

### Злом DigiNotar 2011 року
У 2011 році нідерландський центр сертифікації DigiNotar зазнав порушення безпеки. Це призвело до видачі різноманітних підробних сертифікатів, якими, зокрема, зловживали для націлювання на іранських користувачів Gmail. Довіру до сертифікатів DigiNotar було скасовано, а оперативне управління компанією перейшло до голландського уряду.

### Китайський інформаційний центр мережі Інтернет (CNNIC) Видає підроблені сертифікати

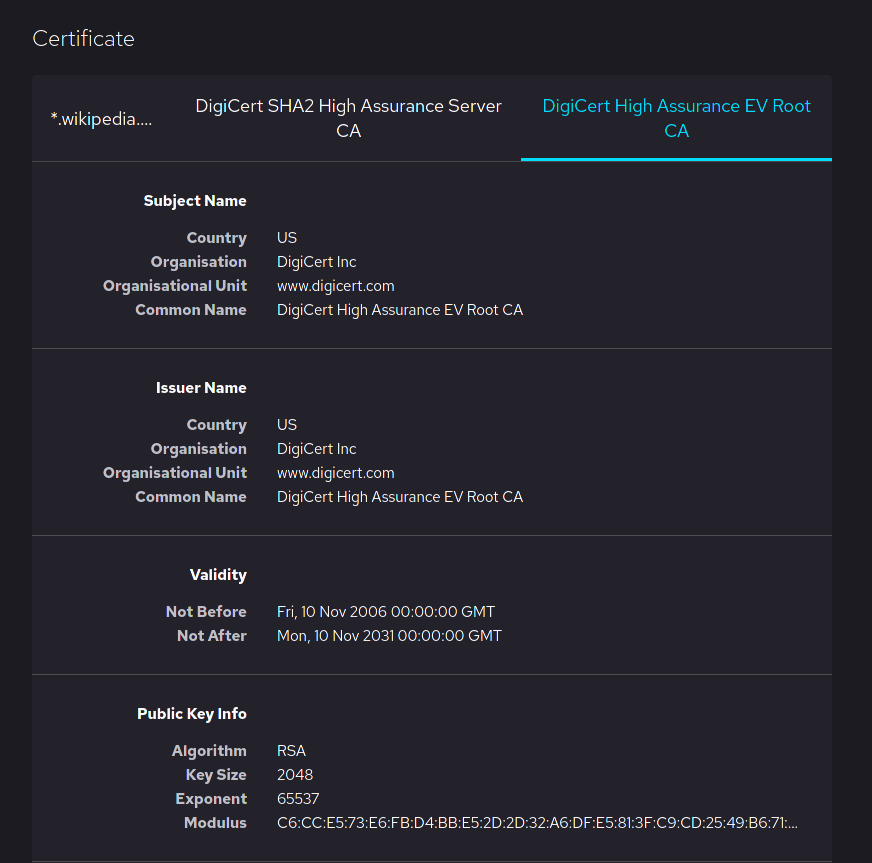
Приклад кореневого сертифіката DigiCert

У 2009 році співробітник Китайського інформаційного центру мережі Інтернет (CNNIC) звернувся до Mozilla з проханням додати CNNIC до списку кореневих сертифікатів Mozilla і отримав схвалення. Пізніше Microsoft також додала CNNIC до списку кореневих сертифікатів Windows.
У 2015 році багато користувачів вирішили не довіряти цифровим сертифікатам, виданим CNNIC, оскільки було виявлено, що проміжний центр сертифікації, сертифікат якого виданий CNNIC, видав підроблені сертифікати для доменних імен Google, і було висловлено занепокоєння щодо зловживання CNNIC повноваженнями видавати сертифікати.
2 квітня 2015 року Google оголосив, що більше не визнає електронний сертифікат, виданий CNNIC. 4 квітня, слідом за Google, Mozilla також оголосила, що більше не визнає електронний сертифікат, виданий CNNIC. у серпні 2016 року офіційний веб-сайт CNNIC відмовився від кореневого сертифіката, виданого власноруч, і замінив його сертифікатом, виданим DigiCert.

### WoSign і StartCom: Видача підроблених сертифікатів із задньою датою
У 2016 році WoSign, найбільшому в Китаї ЦСК, який належить Qihoo 360 та його ізраїльській дочірній компанії StartCom, було відмовлено Google у визнанні їхніх сертифікатів.
WoSign і StartCom виявили, що лише за п'ять днів видали сотні сертифікатів з однаковим серійним номером, а також видали сертифікати задньою датою. WoSign і StartCom навіть видали підроблений сертифікат GitHub.
У 2017 році Microsoft також заявила, що видалить відповідні сертифікати в автономному режимі, але в лютому 2021 року користувачі все ще повідомляли, що сертифікати від WoSign і StartCom все ще діють у Windows 10 і їх можна видалити лише вручну.